# غريغور بلانكو
غريغور بلانكو (بالإسبانية: Gregor Blanco) هو لاعب كرة قاعدة فنزويلي، ولد في 24 ديسمبر 1983 في كاراكاس في فنزويلا.

## وصلات خارجية
- غريغور بلانكو على موقع دوري كرة القاعدة الرئيسي (الإنجليزية)
- غريغور بلانكو على موقعبيزبول رفرنس.كوم (الدوري الرئيسي) (الإنجليزية)
- غريغور بلانكو على موقعبيزبول رفرنس.كوم (الدوري الثانوي) (الإنجليزية)
- غريغور بلانكو على موقع إي إس بي إن.كوم (أم.أل.بي) (الإنجليزية)
- غريغور بلانكو على موقع مشجعي الرسوم البيانية (الإنجليزية)